# Skokomish (tribu)
Los skokomish forman una tribu amerindia en el oeste del estado de Washington en Estados Unidos. La tribu se asenta en todo el Canal de Hood, un mar interior en el oeste del Puget Sound. El nombre original de los skokomish es Twana y mucha gente dentro de la tribu skokomish están volviendo a llamarse otra vez usando esa designación.
El skokomish  o el idioma twana  pertenece a la familia salishan de los lenguajes Nativos Americanos. Algunos de los ancianos de la tribu skokomish (como por ejemplo Bruce Subiyay Miller) creen que el idioma se separó del lushootseed (xwəlšucid) por la extendida tradición regional de no mencionar  el nombre de alguien durante un año desde su muerte. Las palabras sustitutas fueron abriéndose camino y a menudo se normalizaron en la comunidad, generando diferencias entre una comunidad y la siguiente. Subiyay especulaba que este proceso incrementó el ratio de divergencia entre diferentes idiomas y separó al Twana firmemente del xwəlšucid.
La tribu se movió a su propia reserva en el actual condado de mason, Washington, cerca del río Skokomish alrededor de 1855. Como muchas tribus de la Costa Noroeste, los skokomish dependían en gran medida de la pesca para su supervivencia.